# Krúpovo sedlo

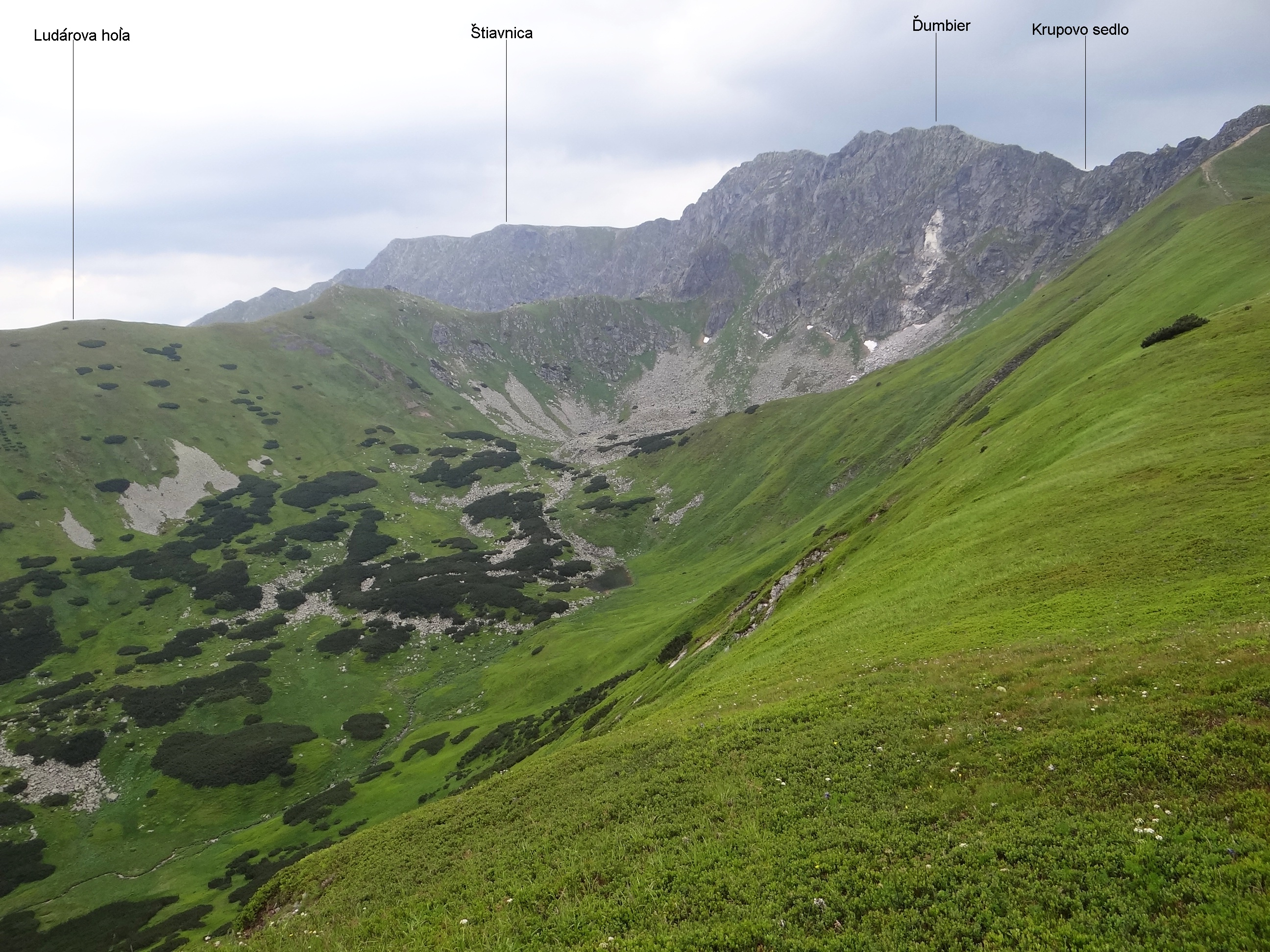
Widok z grzbietu Krúpova hoľa – Prašivá

Krúpovo sedlo (około 1890 m) – przełęcz w Tatrach Niżnych na Słowacji. Znajduje się w ich głównym grzbiecie, pomiędzy szczytami Krúpova hoľa (1922 m) i Dziumbier (Ďumbier, 2043 m). Jej południowe stoki są trawiasto-kamieniste i opadają do górnej części Bystrej Doliny (Bystrá dolina), stoki północne opadają ścianą do  znajdującego się w najwyższej części Doliny Jańskiej (Jánska dolina) kotła lodowcowego pod Dziumbierem.
Na przełęczy Krúpovo krzyżują się dwa szlaki turystyczne; zielony i czerwony. Zielony prowadzi w dół, przez Dolinę Szeroką, czerwony w stokach Dziumbiera, tuż powyżej przełęczy rozgałęzia się; jedna jego ścieżka prowadzi dalej, na szczyt Dziumbiera, druga trawersuje południowe zbocza Dziumbiera i prowadzi do schroniska Štefánika. Ta druga ścieżka udostępniona jest tylko zimą, w okresie letnim  jest zamknięta.
Szlaki turystyczne
  Krúpovo sedlo – Široká dolina zaver – Pod Krčahovom – Lúčky. Czas przejścia: 2 h, ↑ 3 h
   Krúpovo sedlo –  Ďumbier. Czas przejścia: 40 min, ↓ 30 min)
   Krúpovo sedlo –  Schronisko Štefánika. Czas przejścia: 40 min, ↓ 30 min)